# دیزی کنیون
دیزی کنیون (انگلیسی: Daisy Kenyon) فیلمی در ژانر رمانتیک به کارگردانی اتو پرمینجر است که در سال ۱۹۴۷ منتشر شد.

## خلاصه فیلم
"دیزی کنیون" بازیگر برنامه‌های تبلیغاتی با وکیلی به نام "دان اومارا" آشنا شده و امیدوار است اگر او همسرش "لوسیل" را طلاق دهد، با او ازدواج کند...

## بازیگران
- جوآن کراوفورد در نقش دیزی کنیون
- هنری فوندا در نقش پیتر
- دانا اندروز در نقش دان اومارا
- مارتا استوارت در نقش ماری آنجلوس
- پگی ان گارنر در نقش روزاموند اومارا
- جی ایتن